# Полторацкий, Владимир Александрович
Влади́мир Алекса́ндрович Полтора́цкий (1830—1886) — русский генерал и картограф из рода Полторацких. Семипалатинский губернатор, участник Туркестанских походов. Племянник Анны Керн.

## Биография
Родился 15 апреля 1830 года, происходил из дворян Тверской губернии. Воспитание получил в Новгородском графа Аракчеева кадетском корпусе, откуда 13 июня 1848 г. был выпущен прапорщиком в Лейб-гвардии Гренадерский полк. В следующем году, во время Венгерской войны, Полторацкий принял с полком участие в кампании, а через полгода поступил в Императорскую Военную Академию, где окончил курс по 1-му разряду, и был награждён малой серебряной медалью, причем имя его записано было на мраморную доску; 2 декабря 1853 г. Полторацкий был причислен к Генеральному Штабу, а через год переведен в Гвардейский Генеральный Штаб и назначен в Штаб Наследника Цесаревича главнокомандующего гвардейским и гренадерским корпусами. В 1854 г. гвардейский корпус был двинут к Царству Польскому и Литве, и здесь Полторацкий провёл всю Восточную войну, находясь при штабе Главнокомандующего гвардией.
По окончании кампании, 9 июля 1856 г. он был назначен в Департамент Генерального Штаба с производством в капитаны, в 1862 г.,
16 сентября, назначен там же начальником Отделения по делам Кавказского, Оренбургского и Сибирского краев и произведён в полковники. В это время Полторацкий, вместе с подполковником Ильиным, основал литографию для печатания карт. В 1858 г. на первом частном литографическом картграфическом предприятии офицера Генштаба Ильина издал «Военно-исторический атлас войн 1812, 1813, 1814 и 1815 годов» для военных училищ, выдержавший несколько изданий. Первой значительной работой в этой литографии была «Карта речных областей Амура, южной части Лены, Енисея и острова Сахалина» в масштабе 40 вёрст в 1 дюйме (издана в 1864 г. Императорским Географическим Обществом), причём был руководителем и исполнителем этой работы. Из карт, изданных заведением под наблюдением Полторацкого, заслуживают внимания: «Настольная карта Европейской России» в масштабе 100 вёрст в 1 дюйме (1863 г.); «Карта Азиатской России» в масштабе 250 вёрст в 1 дюйме; «Атлас западно-русского края и Царства Польского»; кроме того, карты отдельных губернии и областей Российской Империи, учебный географический атлас, меркаторская карта земного шара и другие.
1 декабря 1863 г. Полторацкий был назначен начальником Азиатского отделения Главного управления Генерального Штаба (потом заведующим Азиатскими делами Главного Штаба), а 29 января 1867 г. был командирован Военным Министерством в Киргизскую степь и Тянь-Шань для обозрения в военном отношении западной китайской границы. Уже в мае он прибыл в отряд, выставленный на p. Текес и сделал поиск вниз по течению реки для возвращения отложившихся киргизов; углубился в Тянь-Шань по Музартскому перевалу и, первый из русских, достиг огромных Музартских ледников. Приехав в Верный, Полторацкий снарядил отряд в Заиссыккульский край с целью усмирения непокорного кара-киргизского султана Умбет-Алы. Из Верного экспедиция тронулась в прямом меридиональном направлении на юг от Заилийской равнины через проход Шамси Александровского хребта; путешественники пересекли шесть горных хребтов, в том числе горный узел Сонкульского плоскогорья, и достигли озера Сон-Куль, лежащего на высоте 8000 футов. Крайним пунктом экспедиции Полторацкого было разрушенное китайское укрепление Тессык-Таш, в 50 верстах от Кашгара. Научные результаты экспедиции Полторацкого (известной под названием «Чатыр-Кульской»), заключаются в следующем: 1) в рекогносцировке Музартского прохода, за-Нарынского края и путей в Кашгар; 2) в пятиверстной инструментальной съемке за-Нарынского края на пространстве 12000 кв. вёрст; 3) в собрании млекопитающих, птиц, насекомых и в коллекции растений (до 500 видов).
В конце года Полторацкий вернулся из командировки в Петербург и через три месяца, 25 марта 1868 г. именным Высочайшим указом назначен был военным губернатором Семипалатинской области и командующим в ней войсками, 4 мая 1868 г. произведён в генерал-майоры. В этой должности Полторацкий прослужил в течение 10 лет, ввел в области новое положение и был награждён орденами св. Станислава 1-й степени (1870 г.) и св. Анны 1-й степени (1872 г.). Будучи губернатором, Полторацкий неоднократно исполнял должность Председателя в Совете Главного управления Западной Сибири, а 21 апреля 1878 г. назначен был командующим Кронштадтской крепостной пехотной дивизией, и 4 октября того же года — командующим 5-й пехотной дивизией, расположенной тогда в составе оккупационных войск Болгарии в окрестностях Филиппополя. Прибыв в Болгарию, Полторацкий сразу принужден был заняться самой разносторонней деятельностью: его дивизии было поручено наблюдение за p. Ардой и охранение южных пределов восточной Румелии от разбойничьих шаек; он наблюдал за внутренним порядком при введении новых учреждений и новой администрации в своём районе, обязан был руководить обучением военному делу болгар и наблюдал за топографической съемкой, рекогносцировками и статистическими описаниями, производившимися в его округе. В июле 1879 г. началось очищение Болгарии нашими войсками, и дивизия Полторацкого осталась в виде арьергарда на южной границе восточной Румелии, а 10 и 15 июля 5-я дивизия была посажена на суда и отправлена в Россию. За ревностную службу в Болгарии Полторацкий был 30 августа 1879 г. произведён в генерал-лейтенанты и 23 января 1881 г. награждён орденом св. Владимира 2-й степени, а затем, 6 мая 1884 г., награждён орденом Белого Орла и в следующем году, 19 июня, назначен начальником 36-й пехотной дивизии. 20 июля 1886 г., Полторацкий подал прошение об увольнении от службы по болезни, а через 5 дней умер в Орле.
Полторацкий был хорошо знаком с нашими азиатскими делами; занимая должность начальника Азиатского Отделения Главного Штаба, он много содействовал успеху наших экспедиций во вновь присоединенные к России Среднеазиатские владения. Он состоял действительным членом Императорского Русского Географического Общества и с 1867 по 1870 г. был членом ревизионной комиссии Общества. В 1858 г. Географическое Общество присудило ему серебряную медаль за научные редакционные и картографические работы, исполненные по поручению Общества и за труд «О за-Нарынском крае»; в 1863 г. он получил почётный отзыв от Совета Общества за исполнение карты Сибири (Шварца) в своей литографии. Помимо участия в издании карт, Полторацкий известен, как автор следующих трудов: «Поход 1814 года во Францию». (СПб., 185?); «Военно-исторический атлас войн 1812—1815 г. с картами и планами» (СПб. 1860 г.); «Карта театра войны в Северной Италии» (СПб., 1859 г.); «Обзор страны между Чу и Сыр-Дарьей» («Записки Географического общества», 1867 г.); «В северо-западной Монголии» («Известия Географического общества», 1874 г.) — отчеты астрономических и топографических работ геодезистов; «О торговых сношениях с западным Китаем». («Известия Географического общества», 1873, том IX); «О мерах, облегчающих приведение частей в военное положение»; «Поездка в Муссартский проход» («Известия Географического общества», 1869 г., том X). Полторацкий помещал свои карты в «Известиях» и «Записках» Географического общества; кроме того, он писал рецензии на военные сочинения в «Санкт-Петербургских ведомостях», «Русском инвалиде», «Военном сборнике» и «Сыне отечества».